# Kill, I Oughtta
Kill, I Oughtta è un EP dei Mudvayne, auto-prodotto nel 1997.
L'EP è stato ripubblicato con il titolo The Beginning of All Things to End.

## Tracce
1. Poop Loser – 1:23
2. Seed – 3:29
3. Cultivate – 4:20
4. Some Assembly Required – 2:48
5. I.D.I.O.T. – 3:39
6. Central Disposal – 3:18
7. Coal – 5:05
8. Fear – 4:56

## The Beginning of All Things to End
Nel 2001, l'EP è stato ristampato, con l'etichetta Epic Records. Per l'occasione, il titolo dell'album è stato cambiato in The Beginning of All Things to End. A differenza dell'ep, sono state aggiunte tre tracce: due sono versioni remixate del brano "Dig" e la terza è il brano "L.D. 50", che consiste in un medley di 17 minuti, già presente nel primo album del gruppo come interludio. Essendo una ristampa, non può essere considerato un vero e proprio album in studio.

## Tracce
1. Poop Loser – 1:22
2. Seed – 3:28
3. Cultivate – 4:19
4. Some Assembly Required – 2:48
5. I.D.I.O.T. – 3:39
6. Central Disposal – 3:18
7. Coal – 5:05
8. Fear – 4:51
9. Dig (Future Evolution Remix) – 5:43
10. Dig (Everything and Nothing Remix) – 4:58
11. L.D. 50 – 17:15

## Formazione
- Chad Gray - voce
- Greg Tribbett - chitarra
- Shawn Barclay - basso (Tracce 1-3, 5 e 7)
- Ryan Martinie - basso (Tracce 4, 6 e 8-11)
- Matt McDonough - batteria